# Сековање
Сековање (енгл. Tackle), (или краће сек) је начин заустављања играча (најчешће квотербека) са лоптом од стране одбрамбеног играча у америчком фудбалу. Сековање се одиграва иза линије скримиџа и тиме се спречава трчање или пас према нападачима. 